# クラング (シュトックハウゼン)
クラング、正確には音―1日の24時間（独：Klang—Die 24 Stunden des Tages）は、最晩年のカールハインツ・シュトックハウゼンが作曲した連作音楽。2004年から2007年にかけて作曲された。

## 概説
1977年から27年かけて作曲した大作オペラ「光」の完成後に作曲を開始した。一日の24時間の音楽化を図った作品だが、21時間目まで書いたところでシュトックハウゼンは2007年12月5日に死去したため、連作としては未完の絶筆となってしまった。作曲者はこのほかにも「60分の音楽」や「60秒の音楽」の作曲も予定していたがそれも叶わなかった。
全体の具体的な構成などはあえて設定せずに作曲が開始されたが、1時間目「昇天」で使用された2オクターヴの半音階からなる24音のセリー（このセリーは冒頭の6音の逆行形や移高形で構成されており、同時に全音程セリーとなるように設計されている）やリズム・ファミリーが、続く作品にも流用されている。

## 初演
完成された21作品の連続演奏は、2010年5月8日と9日の「ケルントリエンナーレ」にて、初日は8箇所、最終日は9箇所の会場で各昼の12時から午前0時まで分散して行われた。各平均数回のチクルスが組まれたが、都合によって1回から23回までいろいろなオルガニゼーションがなされた。

## 演奏時間
通算11時間28分 （各楽曲の演奏時間は個別に記す。公式サイトで公開されている作品リストに記載の表記に従った）

## 楽器編成
完成された21曲は最大でも7人の奏者しか要さない小編成の作品。独奏曲やアンサンブル曲のほか、シアターピース的な作品や電子音楽作品、独奏と電子音楽のための作品もある。各楽器編成は個別に記す。

## 各曲の解説

### 1時間目「昇天  HIMMELFAHRT」(2004/2005)
ミラノ大聖堂からの委嘱で、昇天祭のための作品として書かれた。当初はオルガンのために書かれたが、後にシンセサイザー版が作られた。部分的にソプラノとテノールの歌唱が加わり、更にシンセサイザー奏者はリンやゴングなどの補助的な打楽器も演奏する。演奏時間は約37分。
シュトックハウゼンは「グルッペン」や「ツァイトマッセ」、「至高‐時間」（「日曜日」第5場面）などの作品でポリテンポを追求してきたが、この作品ではほとんどの場面でシンセサイザー（またはオルガン）奏者が右手と左手で同時に異なるテンポを演奏する。ピッチ構造は2オクターヴにまたがる24音からなるセリーによって、リズム構造は16分音符24個分の音価をシステマチックに分割して得た複数のリズム群（作曲者は「リズム・ファミリー」と呼ぶ）によって規定される。概説にもある通り、この作品で用いられたセリーやリズム・ファミリーが以後の作品にも流用された。

### 2時間目「喜び  FREUDE」(2005)
1時間目「昇天」と同様にミラノ大聖堂からの委嘱で、ペンテコステのための作品として書かれた。2人のハープ奏者のための作品。ハープ奏者は演奏しながら聖歌「来たり給え、創造主なる聖霊よ」の歌詞を歌う。演奏時間は約41分。
24のモメントからなり、各モメントは24行の歌詞のそれぞれの行に対応している。半音を網羅したセリーが基礎となっているため、これを演奏できるように2台のハープにはそれぞれ異なるチューニングが施されている。

### 3時間目「自然の持続時間  NATÜRLICHE DAUERN」(2005/2006)
2ピアノ曲XIV」以来となる独奏ピアノのための作品で、4曲からなるピアノ曲集。タイトルは音の減衰時間や演奏者の呼吸などの自然現象で各楽曲の持続時間が決定されることによる。一部の楽曲には内部奏法や演奏者の発声、補助楽器が登場する。演奏時間は作品の性質上不確定だが、約140分である。

### 4時間目「天国への扉  HIMMELS-TÜR」(2005)
打楽器奏者と一人の少女のために書かれており、「クラング」の中では例外的に演劇的な要素が加えられた作品である。演奏時間は約28分。
打楽器奏者が6つの板からなる扉を叩きまくる。床にも板が敷いてあり、奏者の足音によるリズムも加わって、リズムが次第に複雑になっていく。やがて扉が開かれると、演奏者がその中へと消えてゆき、今度はタムタムやシンバルなどの金属打楽器を演奏する。そこにサイレンの音も加わり、轟音が響くなか、客席に座っていた少女がステージに上がり、扉の中へ入ってゆく。打楽器とサイレンの音がフェード・アウトし、曲が閉じられる。
この作品からの派生作品として「チューリン　24 TÜRIN」(2006)がある。「チューリン」は「天国への扉」の扉を叩いた音と鈴（リン）の音を組み合わせ、その上に「高貴な言葉」の朗読を重ねた作品である。タイトルは扉（Tür）と鈴（Rin）を組み合わせた造語。ドイツ語版と英語版がある。

### 5時間目「ハーモニー  HARMONIEN」(2006)
バスクラリネット独奏曲。演奏時間は約15分。
「クラング」の核となる24音セリーの反行形に冒頭の1音を末尾に加えた25音のセリーに基づく。メロディーの断片と、それを圧縮した急速のアルペジオ（作曲者は「リトルネロ」と呼んだ）が交互に繰り返される。「リトルネロ」におけるアルペジオの急速な反復により、単音しか出ない楽器からハーモニー的な響きを引き出そうとしている。なお、メロディーの構成音数と「リトルネロ」の反復の回数はフィボナッチ数列に含まれる数値から選ばれている。
バスクラリネットのほか、フルート版とトランペット版があり、基本的に同じ作品だが、フルート版とトランペット版には新たにコーダが加えられており、更にトランペット版はイントロで奏者が「Lob sei Gott（神に賛美あれ）」との言葉を唱える。

### 6時間目「美  SCHÖNHEIT」(2006)
バスクラリネットとフルート、トランペットのための三重奏。「ハーモニー」の３つの版を分解・拡大して三重奏に仕上げた作品。イントロで奏者全員が、「ハーモニー」トランペット版と同じく「Lob sei Gott（神に賛美あれ）」との言葉を唱える。演奏時間は約28分。

### 7時間目「バランス  BALANCE」(2007)
7時間目から12時間目の6つの作品は、「美」の各部の演奏順を入れ替え、楽器編成を変更しただけで、基本的に同じ楽曲である。作品ごとに異なる場所に挿入句が入るが、この挿入句自体も流用されている。
「バランス」はバスクラリネットとイングリュッシュホルン、フルートのための三重奏。曲の終盤に演奏者全員が「Gloria in excelsis Deo et in terra pax hominibus bonae voluntatis（天のいと高き所には神に栄光、地には善意の人に平安あれ）」との言葉を唱える。演奏時間は約32分。

### 8時間目「至福  GLÜCK」(2007)
ファゴットとイングリュッシュホルン、オーボエのための三重奏。曲中で演奏者たちによって唱えられる言葉は「Noten zu Klängen zu Kreislauf zu Glück / GOTT ist Glück（楽譜から音へ、円環へ、至福へ／神とは至福）」。演奏時間は約30分。

### 9時間目「希望  HOFFNUNG」(2007)
チェロとヴィオラとヴァイオリンのための三重奏。曲中で演奏者たちによって唱えられる言葉は「Dank sei Gott / Danke Gott für das werk HOFFNUNG（神に感謝／神よ、この作品「希望」に感謝）」。演奏時間は約32分30秒。

### 10時間目「輝き  GLANZ」(2007)
ファゴット、ヴィオラ、クラリネットのための三重奏だが、一部でオーボエ、トランペット、トロンボーン、チューバが加わる。曲中で演奏者たちによって唱えられる言葉は「Gloria in excelsis Deo et in terra pax hominibus bonae voluntatis（天のいと高き所には神に栄光、地には善意の人に平安あれ）」。演奏時間は約40分。
7人の演奏者を必要とする、連作中最大の編成の作品である。ただし、全員が同時に演奏する箇所は無い。6時間目「美」の構造をそのままファゴット、ヴィオラ、クラリネットの三重奏でなぞるが、途中3カ所の挿入句でそれぞれオーボエ、トランペットとトロンボーン、チューバが登場する。各挿入句では、これらの楽器が主導的な役割を担う。

### 11時間目「忠誠  TREUE」(2007)
バスクラリネットとバセットホルン、小クラリネットのための三重奏。曲中で演奏者たちによって唱えられる言葉は「Treue zu Gott（神への忠誠）」。演奏時間は約30分。

### 12時間目「目覚め  ERWACHEN」(2007)
チェロとトランペットC管、ソプラノサクソフォーンのための三重奏。曲中で演奏者たちによって唱えられる言葉は「Erwachen in Gott（神の中での目覚め）」。演奏時間は約30分間。

### 13時間目「宇宙の脈動  COSMIC PULSES」(2006/2007)
聴衆を取り囲むように配置された8チャンネルのスピーカーによって演奏される電子音楽。5時間目から12時間目までの作品は24音セリーの反行形が用いられていたが、この作品でセリーは原形に戻る。演奏時間は約32分。
24層の電子音楽のパルスによって構成される。各層はそれぞれ固有の音域、音数、音色、テンポを持つ。テンポは、シュトックハウゼンが多くの作品で用いてきた「テンポの半音階」（平均律による音高の半音階のシステムをテンポに応用したもの）によって決定され、音色は1時間目「昇天」のシンセサイザー版のために用意された24の音色が流用されている。音域や音数は24音セリーによる。
全体は3分ごとのセクションに分かれ（24分目以降の各セクションの長さは1分）、セクションごとに各層のテンポや音高、音響の空間移動が複雑に変化する。
最も低い音域で遅いテンポの第24層から始まり、40秒ごとに第23層、第22層と順次パルスが積み重なる。積み重なっていくパルスの音域、テンポは次第に高く、速くなっていく。15分20秒目で全ての層が積み重なり、この状態が24分目まで続く。24分目に到達すると、今度は第24層から20秒ごとにパルスが抜けていき、高音で速いテンポのパルスのみが残されていく。ただし、第24層は休止をはさみつつも断続的に登場し続ける。最終的に超高音、超高速の第1層と超低音、超低速の第24層の2層のみとなり、フェード・アウトして終わる。
この作品が、シュトックハウゼンの最後の電子音楽となった。なお、初期の段階ではこの作品は6時間目として計画されていた。

### 14時間目「ハヴォナ  HAVONA」(2007)
「クラング」の14時間目から21時間目の8つの作品は、「宇宙の脈動」の派生作品である。「宇宙の脈動」の24層の電子音を低い順に3層ずつ抜粋したものに、それと近い音域の声、または楽器のソロが加わる。奇妙なタイトルは『ウランティアの書』に登場する惑星や銀河の名から採られた。
「ハヴォナ」は「宇宙の脈動」の最も低い音域である第24、23、22層の抜粋にバスの独唱が加わる作品。14、15時間目、及び18、19時間目の諸作品はいくつかのセクションに分かれており、セクションの変わり目付近で電子音楽が複数回振動する。演奏時間は約24分10秒。
『ウランティアの書』によると、ハヴォナは宇宙の中心にある神聖にして完全な天体であり、その中心部には神の住まう楽園(Paradies)があるという。

### 15時間目「オルヴォントン  ORVONTON」(2007)
「宇宙の脈動」の第21、20、19層を抜粋した電子音楽にバリトンの独唱が加わる。作品の構造を解説した自己言及的な歌詞が歌われる。演奏時間は約24分6秒。
『ウランティアの書』によると、オルヴォントンはハヴォナの周りを公転する7つの「超銀河団(superuniverse)」の1つである。

### 16時間目「ウヴェルサ  UVERSA」(2007)
「宇宙の脈動」の第18、17、16層を抜粋した電子音楽にバセットホルンの独奏が加わる。16、17時間目、及び20、21時間目の諸作品は複数のセクションに分かれており、セクションの変わり目にフルート奏者でシュトックハウゼンの協力者であったカティンカ・パスフェーアの声がミックスされている。演奏時間は約22分40秒。
『ウランティアの書』によると、ウヴェルサは超銀河団オルヴォントンの中心天体である。

### 17時間目「ネバドン  NEBADON」(2007)
「宇宙の脈動」の第15、14、13層を抜粋した電子音楽にホルンの独奏が加わる。演奏時間は約21分42秒。
『ウランティアの書』によると、ネバドンは超銀河団オルヴォントンを構成する10万の「小銀河団(local universe)」の1つであり、天体ウランティア(Urantia)をそのうちに含む。

### 18時間目「イェルセム  JERUSEM」(2007)
「宇宙の脈動」の第12、11、10層を抜粋した電子音楽にテノールの独唱が加わる。演奏時間は約21分。
『ウランティアの書』によると、イェルセムは天体ウランティアが属している「星団(system)」サタニア(Satania)の中心天体である。

### 19時間目「ウランティア  URANTIA」(2007)
「宇宙の脈動」の第9、8、7層を抜粋した電子音楽にソプラノの独唱が加わる。歌詞は26音節からなるが、初め第1音節、次に第1音節と第2音節、というように歌われる音節が次第に増加し、最後に歌詞が完全な形で歌われる。演奏時間は約19分45秒。
『ウランティアの書』によると、ウランティアとは我々の居住する天体、すなわち地球のことである。

### 20時間目「エデンティア  EDENTIA」(2007)
「宇宙の脈動」の第6、5、4層を抜粋した電子音楽にソプラノサクソフォーンの独奏が加わる。セクションの変わり目ごとにカティンカ・パスフェーアの声が挿入されているが、彼女の声が「グリッサンド」、「トリル」、「トレモロ」などという度ごとに、サクソフォーンがそれらの音形を演奏する。演奏時間は約18分44秒。
『ウランティアの書』によると、エデンティアとは天体ウランティアが所属する「銀河(constellation)」ノルラティアデク(Norlatiadek)の中心天体である。
なお、スケッチの段階では独奏楽器にオーボエが想定されていた。

### 21時間目「楽園  PARADIES」(2007)
「宇宙の脈動」の最も高音域である第3、2、1層を抜粋した電子音楽にフルートの独奏が加わる。演奏時間は約18分2秒。
『ウランティアの書』によると、楽園は宇宙の中心天体ハヴォナの中央にある静止した島であり、永遠の命を持つ神の住まう場所である。
作曲者の死により、22時間目から24時間目は作曲されずに終わった。具体的なスケッチ等も残っていないという。そのため、この作品が「クラング」の最後の作品となる。